# Semaeopus bimacula
Semaeopus bimacula là một loài bướm đêm trong họ Geometridae.